# Philodromus calidus
Philodromus calidus là một loài nhện trong họ Philodromidae.
Loài này thuộc chi Philodromus. Philodromus calidus được Hippolyte Lucas miêu tả năm 1846.